# Jean-Philippe Caillet
Pour les articles homonymes, voir Caillet.
Jean-Philippe Caillet, né le 24 juin 1977 à Boulay-Moselle, est un footballeur français.

## Carrière
En 1991, déjà joueur du FC Metz, il dispute la Coupe nationale des minimes avec la sélection de la Ligue de Lorraine. Parmi ses coéquipiers, les futurs professionnels Youssef Moustaïd, Didier Neumann et Fabrice Lepaul.
Arrière droit de formation, Jean-Philippe Caillet est capable d'occuper tous les postes en défense. Formé au FC Metz, il quitte la Lorraine avant d'avoir joué en équipe première, pour le SM Caen (où il réalise quatre saisons pleines) puis Clermont Foot Auvergne, en deuxième division du championnat de France. En 2004, il revient au FC Metz, son club formateur, durant une saison en Ligue 1. Titulaire en défense centrale une bonne partie de la saison, il perd sa place début avril. 
Il souhaite alors découvrir l'étranger. En juillet 2005, il part au PFK Litex Lovetch, en D1 bulgare, avec lequel il s'incline en 16e de finale de la coupe UEFA face au RC Strasbourg. Le club termine à la troisième place en championnat, et Caillet signe au KRC Genk, en Belgique, le 26 juillet 2006 pour une durée de trois ans.
A Genk, il s'impose en défense centrale. Lors de sa première saison, le club est vice-champion de Belgique. Il perd sa place de titulaire au cours de sa troisième saison et décide de tenter une aventure exotique en signant au Tianjin TEDA (Chinese Super League), en février 2009, où il dispute notamment la Ligue des champions de l'AFC. Il y reste un an.
En juin 2010, il signe au F91 Dudelange, ancien champion du Luxembourg de 2005 à 2009.
Il s' est marié le 11 décembre 2021 avec l' amour de sa vie Cynthia Briganti ( Chanteuse).
Père de Marie et Beau-père de Eden.

## Parcours
- 1997-1998 :  FC Metz B (CFA)
- 1998-1999 :  SM Caen (Ligue 2, 35 matchs, 1 but)
- 1999-2000 :  SM Caen (Ligue 2, 32 matchs)
- 2000-2001 :  SM Caen (Ligue 2, 33 matchs)
- 2001-2002 :  SM Caen (Ligue 2, 36 matchs; 2 buts)
- 2002-2003 :  Clermont Foot (Ligue 2, 33 matchs, 1 but)
- 2003-2004 :  Clermont Foot (Ligue 2, 11 matchs, 1 but)
- 2004-2005 :  FC Metz (Ligue 1, 23 matchs)
- 2005-2006 :  PFK Litex Lovetch (D1)
- 2006-2007 :  RC Genk (Jupiler League, 27 matchs)
- 2007-2008 :  RC Genk (Jupiler League, 22 matchs, 1 but)
- 2008-février 2009 :  RC Genk (Jupiler League, 7 matchs, 1 but)
- février 2009-décembre 2010 :  Tianjin TEDA (Chinese Super League)
- depuis 2010 :  F91 Dudelange (Division 1)

## Palmarès
- 2007 : Vice-Champion de Belgique avec le KRC Genk
- 2011 : Champion du Luxembourg avec Dudelange
- 2011 : Finaliste de la Coupe du Luxembourg avec Dudelange